# 政権選択選挙SPECIAL〜決戦480議席〜
政権選択選挙SPECIAL〜決戦480議席〜（せいけんせんたくせんきょスペシャル けっせんよんひゃくはちじゅうぎせき）は、2009年8月30日に文化放送で放送された第45回衆議院議員総選挙の選挙特別番組である。

## 出演者
- 番組パーソナリティ
  - 大竹まこと、阿川佐和子、太田英明（この3人は「大竹まこと ゴールデンラジオ!」の月曜日メイン出演者である）
- 番組コメンテーター
  - 歳川隆男（雑誌インサイドライン編集長で永田町の裏事情に詳しい専門家）

## 番組構成
- 第1部 17:40 - 17:57
  - （17:57 - 20:00「文化放送ホームランナイター 阪神×巨人」）※自社制作、STVラジオにもネット。同局へは20:00以降も裏送りを実施
- 第2部 20:00 - 21:25
  - （21:25 - 21:30「競艇LIVEモーターボート記念競走優勝戦ダイジェスト」）
- 第3部 21:30 - 24:30

第3部の時間はNRN報道特別番組として一部のネット局を除き、全国放送となった（途中飛び乗り・飛び降りの放送局あり）。

## アンケート調査
- 番組に先立って8月23日5時から8月30日21時までアンケートが実施された。